# EH Aalborg
EH Aalborg är en handbollsklubb i Ålborg, Danmark, som sedan augusti 2020 spelar i den danska andraligan 1. Division.
Klubben grundades 2015 för att ersätta konkursade Aalborg DH i Aalborg. Från säsongen 2018-19 flyttades EH Aalborg upp i  Damehåndboldligaen efter seger i division 1. Säsongen 2019-20 slutade de sist och blev åter nedflyttade. Klubben spelar sina hemmamatcher i Nørresundby Idrætscenter.

## Spelartruppen 2018/19
| Nr | Navn                   | Nationalitet | Position     |
| -- | ---------------------- | ------------ | ------------ |
| 1  | Mie Krogh Larsen       | Danmark      | Målvakt      |
| 2  | Julie Aagaard          | Danmark      | Högernia     |
| 3  | Cecilie Thomsen        | Danmark      | Vänsternia   |
| 4  | Laura Damgaard         | Danmark      | Mittnia      |
| 6  | Katrine Laigaard Skals | Danmark      | Vänsternia   |
| 7  | Line Berggren Larsen   | Danmark      | 9-meter      |
| 9  | Katja Ryesberg         | Danmark      | Venstre fløj |
| 11 | Julie Jensen           | Danmark      | Högernia     |
| 12 | Emma Friberg           | Sverige      | Målvakt      |
| 14 | Emma Steffin           | Danmark      | Vänstersexa  |
| 20 | Mathilde Storgaard     | Danmark      | Mittsexa     |
| 21 | Sara Kjærsgaard        | Danmark      | Mittsexa     |
| 22 | Mirja Lyngsø Jensen    | Danmark      | Mittsexa     |
| 34 | Anne Brinch-Nielsen    | Danmark      | Högersexa    |
| 79 | Ana Vojčić             |              | Målvakt      |

### Fotnoter
1. ↑  ”27-23 over TMS Ringsted - Vi er i ligaen”. Arkiverad från originalet den 27 mars 2018. https://web.archive.org/web/20180327084324/https://ehaalborg.dk/27-23-over-tms-ringsted-vi-er-i-ligaen/. Läst 25 mars 2019.